# Isocapnia spenceri
Isocapnia spenceri är en bäcksländeart som beskrevs av William Edwin Ricker 1943. Isocapnia spenceri ingår i släktet Isocapnia och familjen småbäcksländor. Inga underarter finns listade i Catalogue of Life.